# Yuki Kikuchi
Yuki Kikuchi (* 24. Juli 1990 in Nagano) ist eine japanische Shorttrackerin.

## Werdegang
Kikuchi startete im November 2014 in Salt Lake City erstmals im Weltcup und belegte dabei den 19. Platz über 1500 m und den 16. Rang über 1000 m. Bei der Winter-Universiade 2015 in Granada wurde sie Vierte mit der Staffel. In der Saison 2017/18 lief sie bei den Olympischen Winterspielen 2018 in Pyeongchang auf den sechsten Platz mit der Staffel und bei den Weltmeisterschaften 2018 in Montreal auf den fünften Rang mit der Staffel. Zu Beginn der Saison 2018/19 errang sie in Calgary mit dem sechsten Platz über 1500 m ihre erste Top-Zehn-Platzierung im Weltcupeinzel. Es folgten zwei weitere Ergebnisse unter den ersten Zehn und zum Saisonende der 24. Platz im Weltcup über 1000 m und der 14. Rang im Weltcup über 1500 m. Zudem erreichte sie in Salt Lake City mit dem dritten Platz mit der Staffel ihre erste Podestplatzierung im Weltcup.
Kikuchi ist die Schwester von Moemi, Sumire und Ayaka, die allesamt im Eisschnelllauf bzw. Shorttrack aktiv sind.

## Persönliche Bestzeiten
- 500 m      44,344 s (aufgestellt am 9. November 2017 in Shanghai)
- 1000 m    1:29,845 min (aufgestellt am 11. November 2018 in Salt Lake City)
- 1500 m    2:22,492 min (aufgestellt am 9. November 2018 in Salt Lake City)